# Álex Verdugo
Alexánder Brady Verdugo (Tucson, condado de Pima, Arizona, 15 de mayo de 1996) es un beisbolista profesional mexicano nacido en los Estados Unidos que juega como jardinero en los Atlanta Braves. Ha jugado para Los Angeles Dodgers, los Boston Red Sox y los New York Yankees de las Grandes Ligas de Béisbol. Hizo su debut en la MLB en 2017.

## Carrera profesional

### Ligas Menores
Verdugo asistió a Sahuaro High School en Tucson, Arizona. Los Angeles Dodgers seleccionan a Verdugo en la segunda ronda del Proyecto de Grandes Ligas 2014. En 49 juegos para los Dodgers de la Liga de Arizona, bateó para .347 y fue galardonado con los honores All-Star de la Liga de Arizona de postemporada y los honores de las estrellas de la Liga de Novatos de Béisbol de América. Fue asignado a la Clase A de Great Lakes Loons de la Liga del Medio Oeste para comenzar 2015. Fue seleccionado para el equipo de estrellas de la postemporada después de haber golpeado .295 en 101 juegos. También recibió una promoción al final de la temporada a la Clase Avanzada A Rancho Cucamonga Quakes de la Liga de California donde jugó en 23 juegos y bateó para .385. También batearon para el ciclo en un juego contra los Lancaster Jethawks el 27 de agosto.7. Fue nombrado el jugador de la liga menor de las organizaciones del año.

### Los Angeles Dodgers
Verdugo fue promovido a las Grandes Ligas por primera vez el 1 de septiembre de 2017. Hizo su debut en las Grandes Ligas como el jardinero central titular esa noche contra los Padres de San Diego y no tuvo hits en tres turnos al bate con una base por bolas.. Su primer hit en Grandes Ligas fue un sencillo frente a Clayton Richard de los Padres el 2 de septiembre. Hizo su primer jonrón de Grandes Ligas el 10 de septiembre frente a Adam Ottavino de los Colorado Rockies. Jugó en 15 juegos para los Dodgers en 2017 y tuvo cuatro hits en 23 turnos al bate, bateando .174 / .240 / .304.
En 2018, fue seleccionado para representar a la Liga de la Costa del Pacífico en el Juego de estrellas Triple-A y también fue seleccionado para el equipo de estrellas de la postemporada.

### Atlanta Braves
El 20 de marzo de 2025 firma por los Atlanta Braves.